# University of Oklahoma
De University of Oklahoma (OU) is een Amerikaanse openbare onderzoeksuniversiteit gevestigd in Norman in de staat Oklahoma. De universiteit werd opgericht in 1890 als de Norman Territorial University, vooraleer de huidige naam in 1907 werd aangenomen na de vorming van Oklahoma als staat dat jaar.